# Chaetopteryx euganea
Chaetopteryx euganea là một loài Trichoptera trong họ Limnephilidae. Chúng phân bố ở miền Cổ bắc.